# سر (فیلم)
«سر» (انگلیسی: Head) فیلمی در ژانر موزیکال به کارگردانی باب رافلسون است که در سال ۱۹۶۸ منتشر شد.

## بازیگران
- ویکتور ماتیور
- تری گار
- آنت فونیچلو
- فرانک زاپا
- تیموتی کری
- دیوی جونز
- مایکل نسمیت
- میکی دولنز
- مایک برنس
- پیتر ترک
- ویتو سکاتی